# Cà rốt dại
Cà rốt dại, tên khoa học Daucus carota, là một loài thực vật có hoa trong họ Hoa tán. Loài này được L. mô tả khoa học đầu tiên năm 1753.

## Hình ảnh

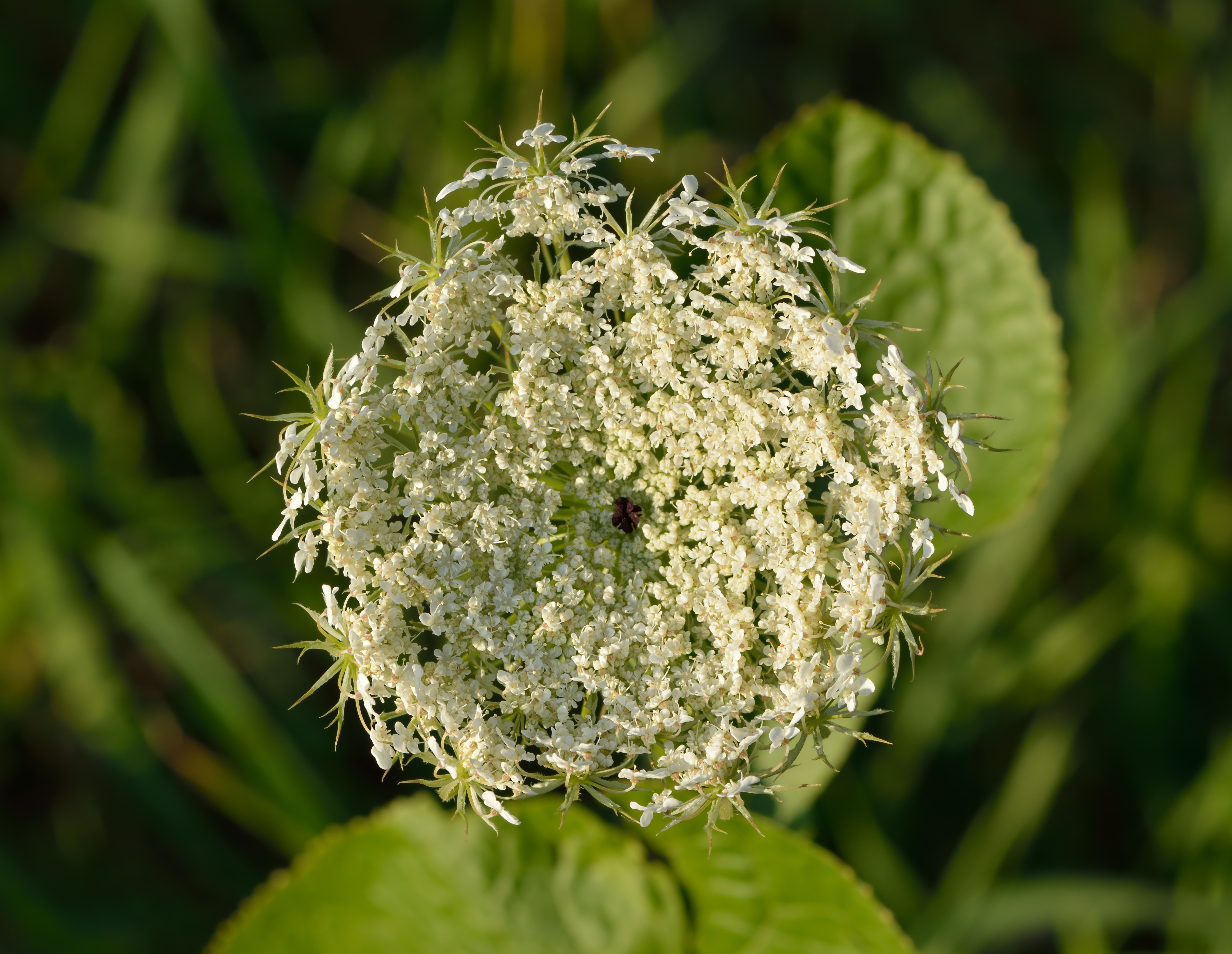
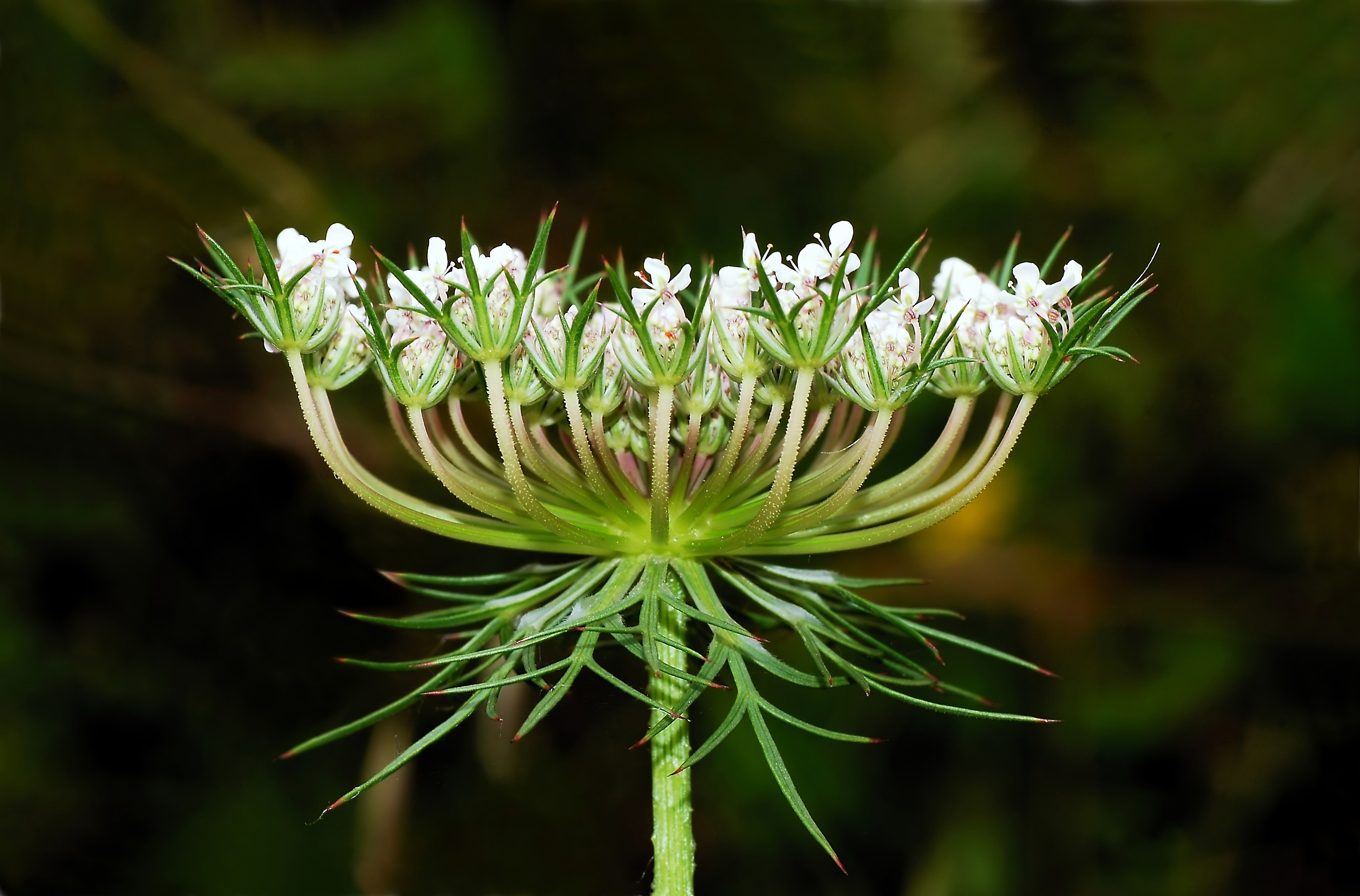
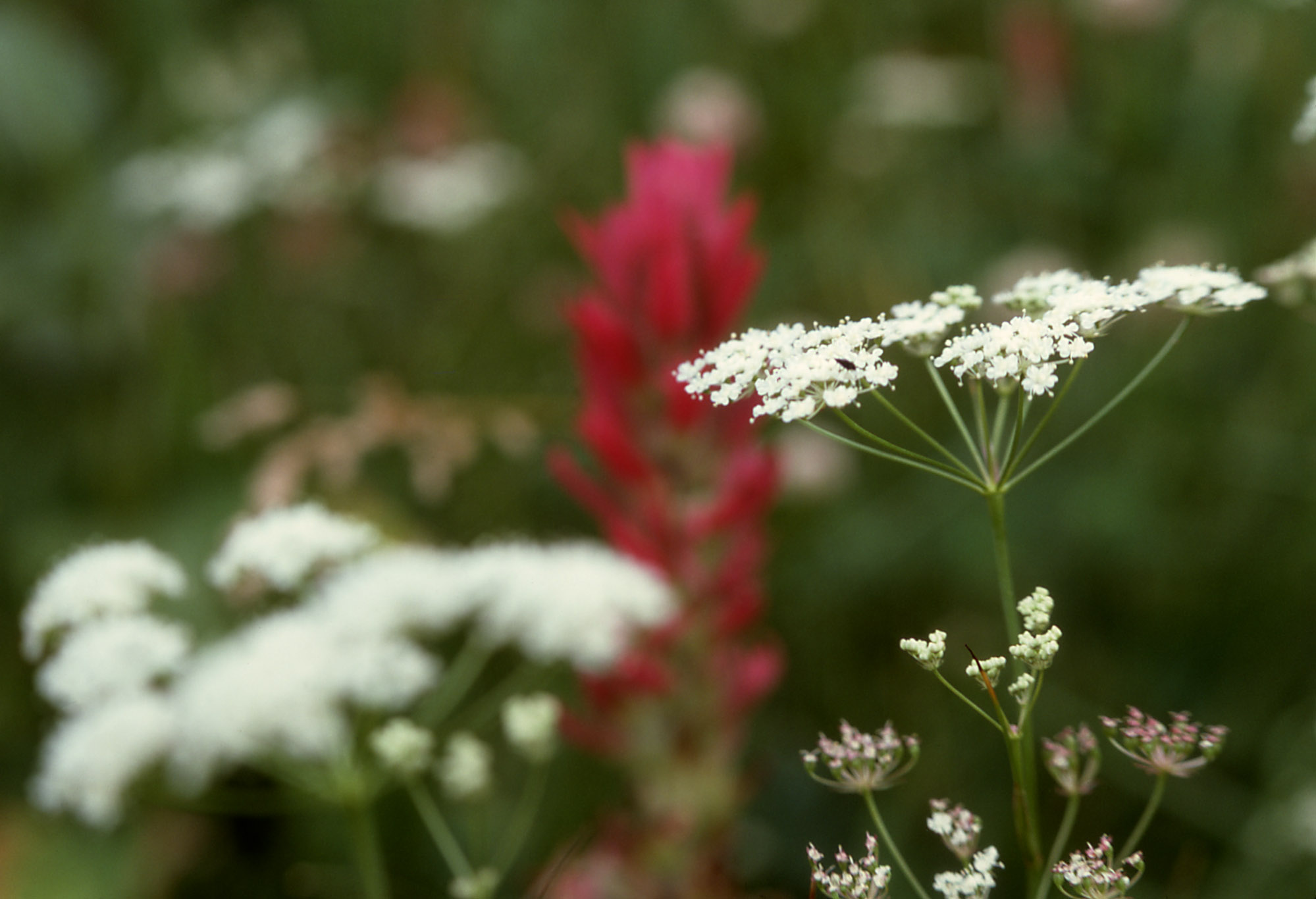
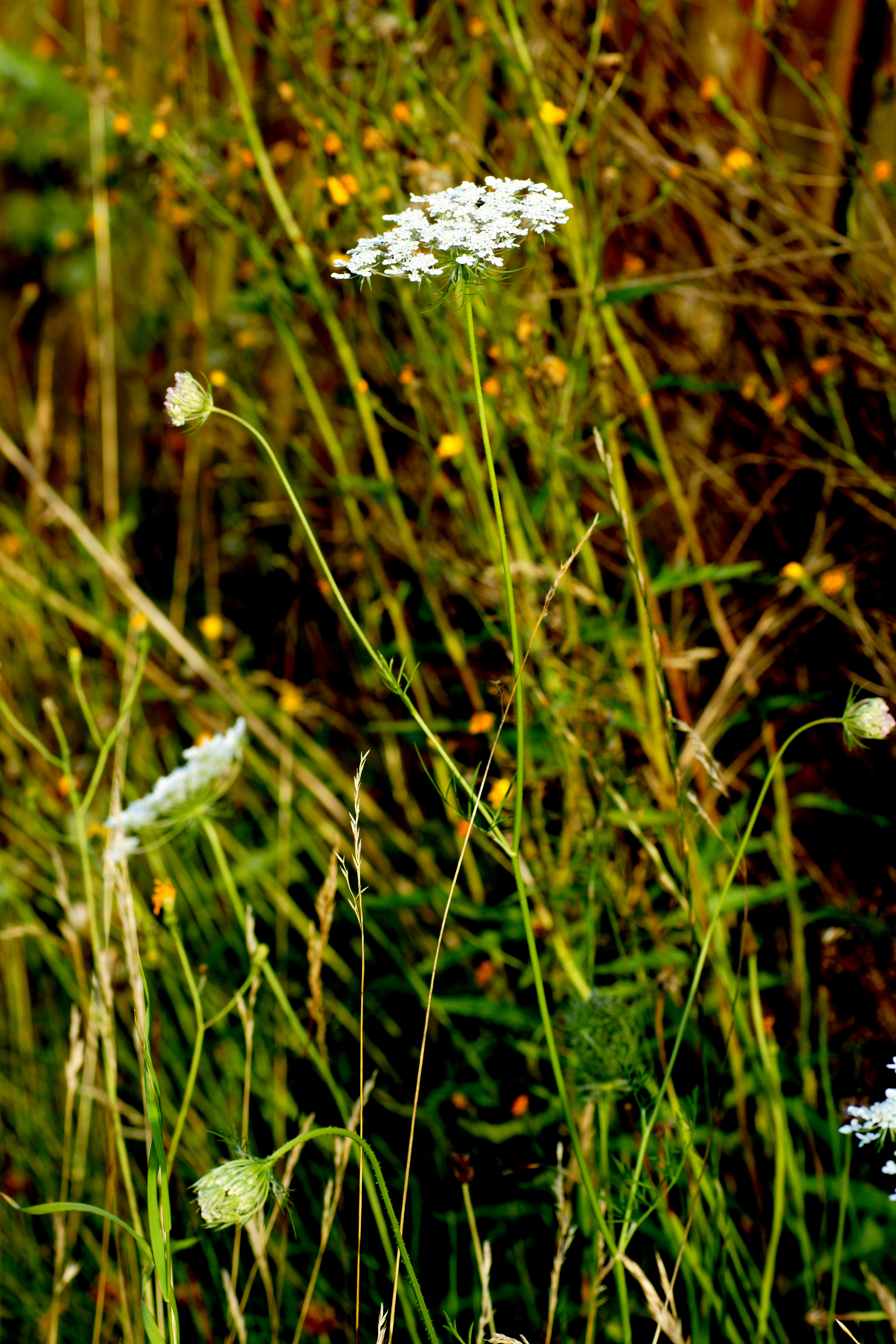